# Guarea pyriformis
Guarea pyriformis là một loài thực vật thuộc họ Meliaceae. Đây là loài đặc hữu của Costa Rica.